# Polarlomvie
Polarlomvien (Uria lomvia), eller kortnæbbet lomvie, er en stor alkefugl. I Danmark træffes polarlomvier meget sjældent, men de yngler talrigt på Grønlands fuglefjelde.

## Kendetegn
Polarlomvien kan kendes fra den almindelige Lomvie på den lyse stribe, der udgår fra næbroden.

## Underarter
Den findes i fire underarter:
- Uria lomvia arra
- Uria lomvia eleonorae
- Uria lomvia heckeri
- Uria lomvia lomvia